# 寺井野町
寺井野町（てらいのまち）は、石川県能美郡に存在した町。
1907年の合併の時に、寺井と湯野・長野の野を合わせて自治体名とした。

## 地理
- 現在の能美市寺井地区（旧・寺井町）の中心地にあたる所。多くは田んぼなど農耕地で平坦な地形が続き、南東に丘陵部が在る。
- 江戸時代には北陸道の寺井宿が在り、これを中心にして町が発展した。
- 九谷焼、絹織物などが主な産業だった。

## 歴史
- 1907年（明治40年）8月5日 - 湯野村、長野村及び寺井村が合併して、寺井野村が発足する。
- 1925年（大正14年） - 能美電気鉄道（後の北陸鉄道能美線）がこの年までに新寺井駅〜新鶴来駅（天狗山）間を開業。本村内に寺井西口、本寺井、末信牛島、加賀佐野、湯谷石子の5駅を設置。
- 1926年（大正15年）6月1日 - 町制施行して、寺井野町となる。
- 1947年（昭和22年）10月28日 - 昭和天皇の戦後巡幸。九谷陶磁器工場を視察[1]。
- 1956年（昭和31年）9月30日 - 寺井野町、吉田村の区域の一部、久常村の区域の一部及び粟生村が合併して、寺井町が発足する。